# The Greatest Canadian
The Greatest Canadian war eine Fernsehsendung, die der Sender Canadian Broadcasting Corporation am 5. April 2004 ausstrahlte. Hierbei sollten die Zuschauer aus Kanada ihre bedeutendsten Landsleute auswählen. Ein ähnliches Konzept verfolgte im Jahre 2002 die Sendung 100 Greatest Britons der BBC. Später folgten ähnliche Sendungen, wie in Deutschland mit Unsere Besten, in den USA die Sendung The Greatest American, in den Niederlanden De Grootste Nederlander, in Südafrika Great South Africans und in Finnland Suuret Suomalaiset.

## Ergebnisse: The Greatest Canadian
Hier die Liste der TOP 50 Greatest Canadians in der von den Zuschauern der Fernsehsendung gewählten Reihenfolge:
1. Tommy Douglas (Premierminister von Saskatchewan, ehem. Vorsitzender der Neuen Demokratischen Partei)
2. Terry Fox (Athlet, Aktivist)
3. Pierre Trudeau (Premierminister)
4. Sir Frederick Banting (medizinischer Wissenschaftler, Co-Entdecker des Insulins)
5. David Suzuki (Genetiker, Umweltwissenschaftler, Fernsehstar, Aktivist)
6. Lester Bowles Pearson (Premierminister, Vorsitzender der UNO-Generalversammlung, Nobelpreisgewinner)
7. Don Cherry (Eishockeytrainer, Kommentator)
8. Sir John Macdonald (erster Premierminister)
9. Alexander Graham Bell (Wissenschaftler, Gründer der Firma Bell)
10. Wayne Gretzky (Eishockeyspieler)
11. Louis Riel (Politiker, Anführer der Métis)
12. Jean Vanier (Entwicklungshelfer, Gründer von L’Arche, Autor)
13. Stompin’ Tom Connors (Sänger, Songwriter)
14. Neil Young (Sänger, Gitarrist, Organist)
15. Peter Gzowski (Fernsehstar, Schriftsteller, Reporter)
16. Roméo Dallaire (kommandierender UN-Offizier Ruanda, Entwicklungshelfer, Autor)
17. Stephen Lewis (Politiker, Diplomat, Entwicklungshelfer)
18. Shania Twain (Sängerin, Songwriter)
19. Bobby Orr (Eishockeyspieler)
20. Mike Myers (Schauspieler, Comedian, Schriftsteller, Produzent)
21. Unbekannte Soldaten
22. Harold A. Rogers (Gründer des Kin Canada Service Club)
23. Maurice Richard (Eishockeyspieler)
24. Sir Arthur Currie (Kommandeur, General, Direktor der McGill University)
25. Nellie McClung (Feministin, Sozialaktivistin)
26. Norman Bethune (Arzt, Medizinforscher, Entwicklungshelfer)
27. Céline Dion (Sängerin)
28. Sir Isaac Brock (Generalmajor)
29. Jim Carrey (Schauspieler, Comedian, Schriftsteller, Produzent)
30. Rick Hansen (Athlet, Entwicklungshelfer)
31. Pierre Berton (Autor, Historiker, Fernsehstar)
32. Michael J. Fox (Schauspieler)
33. Gordon Lightfoot (Volksmusiksänger, Komponist, Dichter)
34. Hal Anderson (Fernsehstar)
35. Laura Secord (Heroin)
36. Ernie Coombs (Kinderentertainerin)
37. Tecumseh (Führer der amerikanischen Urbevölkerung)
38. Mario Lemieux (Eishockeyspieler)
39. Bret Hart (Wrestler)
40. Avril Lavigne (Sängerin, Liederschreiberin)
41. John Candy (Comedian, Schauspieler)
42. Sir Sandford Fleming (Ingenieur, Einführer der universellen Standardzeit)
43. Sir Wilfrid Laurier (Premierminister)
44. Mary Maxwell (Bahai-Anhängerin)
45. Jean Chrétien (Premierminister)
46. Leonard Cohen (Poet, Novellist, Volksmusiksänger und -komponist)
47. John Diefenbaker (Premierminister)
48. Billy Bishop (Fliegerass)
49. William Lyon Mackenzie King (Premierminister)
50. Rick Mercer (Comedian)

## Ähnliche Sendungen anderer Länder
- 100 Greatest Britons (Großbritannien)
- Unsere Besten (Deutschland)
- De Grootste Nederlander (Niederlande)
- The Greatest American (USA)